# Armoriale dei comuni della provincia di Reggio Emilia

Stemma della Provincia di Reggio Emilia

Questa pagina contiene le armi (stemmi e blasonature) dei comuni della provincia di Reggio nell'Emilia.
| Stemma                                | Comune e blasonatura | Gonfalone                                  |
| ------------------------------------- | --- | ------------------------------------------ |
|                                       | Albinea Di verde, a tre corone all'antica, poste 1, 2; la prima caricata della parole ALBUNETVM, la seconda della parola BVRCIANVM, la terza della parola MONS RICCVS, il tutto di nero. Ornamenti esteriori di Comune. Concessione stemma con R.D. del 25 aprile 1929 Gonfalone: drappo di bianco… |                                            |
|                                       | Bagnolo in Piano Di rosso, alla croce patente di verde. Ornamenti esteriori di Comune. Gonfalone: Drappo di colore verde riccamente ornato di ricami d'argento, caricato dello stemma del Comune con iscrizione centrale in argento "Comune di Bagnolo in Piano". |                                            |
|                                       | Baiso D'argento, al maniero di rosso, torricellato di un pezzo, sinistrato di ruderi di un castello dello stesso, posto nel punto destro dell'onore e fondato su una montagna al naturale, sul fianco sinistro dello stesso in corrispondenza del punto d'onore, un gruppo di case fondate anch'esse su una montagna al naturale, e nel fianco destro, in corrispondenza dell'ombilico, una chiesa sostenente un campanile, tegolata di rosso, alla strada in banda movente dalla chiesa stessa verso la punta dello scudo. Concessione stemma con D.P.R. del 23 settembre 1970 Gonfalone: drappo troncato di rosso e di bianco… |                                            |
|                                       | Bibbiano Troncato: nel primo campo d'azzurro al “trionfo” d'armi d'argento; nel secondo di rosso, al cane passante d'argento, tenente un osso tra le fauci. Concessione stemma e gonfalone con D.P.R. del 27 settembre 1962 Gonfalone: drappo troncato di rosso e di azzurro… |                                            |
|                                       | Boretto D'argento, alla sbarra di rosso, accostata da una croce patente dello stesso, e da un leone al naturale, rivolto e linguato di rosso. Ornamenti esteriori da Comune. D.P.R. del 15 marzo 1966 Gonfalone: drappo di bianco… |                                            |
|                                       | Brescello D'argento, alla torre di rosso, merlata alla guelfa, dominante una campagna di verde, sormontata da una fascia d'azzurro. Gonfalone: Drappo giallo e azzurro… |                                            |
|                                       | Cadelbosco di Sopra Partito: nel PRIMO troncato d'argento e di rosso, alla casa attraversante la troncatura, movente dal fianco destro, vista in prospettiva con la facciata volta a sinistra; la casa è d'oro nel primo campo, tegolata di rosso con fumaiolo d'oro coperto di rosso, finestrata di nero; in raffigurazione naturalistica nel secondo campo, finestrata e chiusa di nero, fondata sopra un terreno arido al naturale; nel SECONDO troncato di rosso e d'argento, a tre fusti d'albero tagliati, scamozzati e noderosi, posti uno accanto all'altro, moventi dalla punta ed attraversanti la troncatura dell'uno all'altro. Ornamenti esteriori di Comune. Gonfalone: drappo partito di rosso e di bianco… |                                            |
|                                       | Campagnola Emilia Campo di cielo, al muro di castello con torre, al naturale, murato, aperto, e finestrato di nero, tutto in fiamme e posto sopra una pianura di verde. Gonfalone: drappo di azzurro… |                                            |
|                                       | Campegine Troncato semipartito: a) d'azzurro alla torre al naturale, aperta e finestrata di due, merlata di 5 alla guelfa; b) di rosso alla chiesa al naturale vista di fronte; c) campo di cielo, alla capra rivolta ferma sotto un albero radicato su campagna verde caricata da due laghetti; il tutto al naturale. Ornamenti esteriori al Comune. Gonfalone: drappo troncato di rosso e di azzurro… |                                            |
|                                       | Canossa Semipartito troncato: al primo d'argento, all'orso bruno ritto sulle zampe posteriori; al secondo d'argento, alla croce di verde; al terzo d'azzurro, alla rupe al naturale, nascente dalla punta. Ornamenti esteriori da Comune. D.P.R. del 20 ottobre 1961 Gonfalone: drappo troncato di bianco e di azzurro… |                                            |
|                                       | Carpineti Campo di cielo, all'albero di carpine ad alto fusto al naturale, nodrito su terreno erboso di verde e sinistrato da un monte movente dal fianco sinistro dello scudo, sul quale sorge un castello, il tutto al naturale. Concessione stemma con R.D. del 16 maggio 1931 Gonfalone: Drappo partito di rosso e di azzurro… |                                            |
|                                       | Casalgrande D'argento, al castello di terra di Siena chiaro, torricellato di tre pezzi, il centrale più alto, aperto e finestrato del campo, fondato sulla campagna di verde. Riconoscimento stemma con D.P.C.M. del 16 ottobre 1958 Gonfalone: Drappo di colore bianco con la bordura di verde, riccamente ornato di ricami d'argento e caricato dello stemma comunale con l'iscrizione centrata: "COMUNE DI CASALGRANDE". Le parti di metallo ed i cordoni saranno argentati. L'asta verticale sarà ricoperta di velluto dai colori bianco e verde, alternati, con bullette argentate e poste a spirale. Nella freccia sarà rappresentato lo stemma del Comune e sul gambo inciso il nome. Cravatta e nastri tricolorati dai colori nazionali frangiati d'argento. Concessione gonfalone con D.P.R. del 9 gennaio 1959 | Gonfalone in uso Gonfalone secondo decreto |
|                                       | Casina D'azzurro, alla fascia d'argento, accompagnata in capo da una stella. Concessione stemma con D.P.R. del 25 luglio 1960 Gonfalone: drappo partito di bianco e di azzurro… |                                            |
|                                       | Castellarano D'argento, allo scaglione di rosso, accompagnato da tre stelle dello stesso, due in capo ed una in punta. Concessione stemma con D.P.R. del 17 giugno 1968 Gonfalone: drappo partito di bianco e di rosso… |                                            |
|                                       | Castelnovo di Sotto D'argento, all'aquila di nero dal volo abbassato. Gonfalone: Drappo partito, di bianco e di nero, riccamente ornato di ricami d'argento e caricato dello stemma sopra descritto con la iscrizione centrata in argento: Comune di Castelnovo di Sotto. |                                            |
| Stemma in uso fino al 1961            | Castelnovo ne' Monti D'azzurro, al cervo passante al naturale terrazzato del medesimo, col capo d'argento a tre gigli d'oro ordinati in fascia, abbassato sotto un capo di rosso a tre stelle d'argento ordinate in fascia. Concessione stemma con DPR del 27 maggio 1961 Stemma precedente: troncato d'azzurro e d'oro: nel 1º a tre stelle d'oro a sei punte; nel 2º al cervo in corsa, al naturale, con la fascia di rosso, carica di tre gigli d'argento, posta sulla partizione. Gonfalone: drappo partito di bianco e di rosso… |                                            |
| Stemma nella versione storica         | Cavriago D'azzurro, alla cinta d'argento, racchiudente un ovale confinante di rosso, carico di un leone d'oro. Blasonatura dello stemma storico: D'azzurro, alla cinta d'argento, racchiudente un ovale confinante di rosso, carico di un ghepardo rampante d'oro, maculato al naturale con testa posta di profilo; i quattro cantoni d'azzurro, compresi fra la cinta e l'ovale, sono carichi di una decorazione a fogliami d'oro. Gonfalone: Drappo d'azzurro… Bandiera: Drappo partito di giallo e di verde allo stemma comunale sovrastato dalla scritta "Comune di Cambiago". |                                            |
|                                       | Correggio D'azzurro, al sole d'oro, circondato da una correggia con fibbia dello stesso. Lo scudo è fregiato di ornamenti da Comune. Concessione stemma con D.R. del 29 novembre 1928 Gonfalone: drappo di bianco… |                                            |
|                                       | Fabbrico Campo di cielo, al castello merlato alla guelfa d'argento, posto sulla destra, munito di tre torri, due sole visibili, il mastio più; alto, finestrato di nero, fondato sopra una campagna alzata di verde; l'ultima torre del castello è nascosta da un arco trionfale d'oro, visto in prospettiva sulla sinistra, finito in sommo da due torricelle coperte ed attraversante sul tutto. Gonfalone: drappo partito di bianco e di azzurro… |                                            |
|                                       | Gattatico D’argento, alla fascia d’azzurro, accostata in capo di tre spighe al naturale, poste in ventaglio, ed in punta da una mucca pezzata ferma su campagna al naturale. Concessione stemma con D.P.R. del 27 giugno 1962 Gonfalone: drappo di azzurro… |                                            |
|                                       | Gualtieri Croce bianca in campo azzurro sovrastata da corona murale a cinque torri. Gonfalone: Drappo d'azzurro… |                                            |
|                                       | Guastalla Troncato d'azzurro e di rosso al leone d'oro attraversante. Lo stemma timbrato da una corona ducale. Incongruenza tra disegno e blasonatura: Lingua e artigli del leone sono d'oro. Gonfalone: Drappo di seta bianca al centro del quale è collocato lo stemma del Comune contornato da rametti d'alloro e quercia incrociati alla base. Il gonfalone porta la scritta Comune di Guastalla. |                                            |
|                                       | Luzzara Troncato d'azzurro di rosso, al luccio in palo, attraversante, rivoltato, d'argento, accompagnato nel primo da due stelle di cinque raggi d'oro. Ornamenti esteriori di Comune. Gonfalone: drappo troncato di rosso e di azzurro… |                                            |
|                                       | Montecchio Emilia D'argento, all'anello di rosso caricato di otto rose, d'oro, bottonate d'azzurro, con al centro le lettere capitali L ed M sormontate da segni d'abbreviazione; l'anello cimato di un cerchio d'oro con palline di rosso, circondante una pietra preziosa triangolare, incastonata nel cerchio d'oro. Lo scudo sarà fregiato da ornamenti di Comune. Gonfalone: Drappo di azzurro… |                                            |
|                                       | Novellara Inquartato d'oro e di nero. Concessione stemma con D.P.R. del 17 settembre 2001 Gonfalone: Drappo di giallo… |                                            |
|                                       | Poviglio D'azzurro, ai due putti in carnagione, in maestà, capelluti di castano al naturale, le teste alquanto volte verso il centro, il putto posto a destra, impugnante con entrambe le mani il velo d'argento, ricadente verso la punta a guisa di festone, la mano sinistra alzata, posta all'altezza del punto d'onore, quella destra posta all'altezza del petto, l'estremità del velo ricadente a destra in palo; il putto posto a sinistra, similmente impugnante altro simile velo di argento, la mano destra similmente alzata e la mano sinistra similmente posta all'altezza del petto, il velo effigiato delle stesse caratteristiche del primo velo, ricadente a sinistra in palo; i putti reggenti le estremità del festone centrale, ricadente verso la punta, formato dai fiori di giglio d'argento e da foglie di verde, esso festone legato a destra al braccio sinistro del primo putto, a sinistra al braccio destro del secondo putto; i putti sostenuti dalla campagna di verde e accompagnati in capo dalla stella a cinque raggi d'oro. D.P.R. del 12 aprile 1999 Gonfalone: Drappo troncato di giallo e di bianco… |                                            |
|                                       | Quattro Castella D'azzurro, a quattro castella torricellati di un pezzo centrale, aperti e finestrati, murati in nero e fondati su quattro monti al naturale. Ornamenti esteriori del Comune. Gonfalone: Drappo partito, d'azzurro e di bianco, riccamente ornato di ricami d'argento e caricato dello stemma sopra descritto con la iscrizione centrata in argento: Comune di Quattro Castella. Le parti in metallo ed i cordoni sono argentati. Concessione gonfalone con D.P.R. del 16 dicembre 1965 |                                            |
|                                       | Reggio nell'Emilia Croce rossa in campo bianco recante iscrizione, nei quarti, delle lettere S.P.Q.R. (Senatus Populusque Regiensis, Il Senato e il Popolo Reggiano), sovrastata da corona murale a cinque torri e al piede da svolazzo col motto Pace Belloque Fidelis. Gonfalone: drappo di seta sul quale da un lato è disegnata in alto la Madonna della Ghiara fra le nubi ed in basso San Prospero, vescovo e protettore della città, posto fra San Grisante e Santa Daria e dall'altro lato lo stemma della città sostenuto da un putto alato e da due angeli in atto di volare. |                                            |
|                                       | Reggiolo Scudo ovale, d'argento alla croce patente di rosso sormontato (o timbrato) dalla corona di Principe rappresentata da cerchio d'oro rabescato a fogliami, con pietre preziose e rialzato di 5 fioroni (8 in giro), alternati con 4 perle (8 in giro) collocati su piccole punte. Gonfalone: drappo di bianco… |                                            |
|                                       | Rio Saliceto D'azzurro, al ponte romano sulla cui sinistra si erge un albero, valicante un rio attraversante una pianura erbosa, il tutto al naturale, il ponte sormontato nel punto del capo da una stella di argento, raggiante dello stesso punto. R.D. del 3 luglio 1942 Gonfalone: drappo partito di verde e d'azzurro riccamente ornato di ricami d'argento e caricato dello stemma sopra descritto con l'iscrizione centrata in argento "Comune di Rio Saliceto. |                                            |
|                                       | Rolo D'argento, a tre croci di Malta, poste in palo una sull'altra; d'azzurro la prima e la terza, di rosso la seconda, digradanti dalla inferiore alla superiore. Ornamento esteriori da Comune. Concessione stemma con D.P.R. del 3 febbraio 1971 Gonfalone: Drappo partito di bianco e di azzurro… |                                            |
|                                       | Rubiera Campo di cielo, al castello merlato alla guelfa in raffigurazione naturalistica, munito di tre torri, il mastio più alto finestrato e chiuso di nero, fondato di verde; dal portone scaturisce, serpeggiando verso la punta, un rivolo d'acque azzurre, spumeggianti d'argento. Gonfalone: drappo di azzurro… |                                            |
|                                       | San Martino in Rio D'argento, al San Martino armato, montato su cavallo baio, nell'atto di porgere al povero seminudo e seduto, un pezzo del proprio mantello di rosso; il tutto al naturale su campagna verde, sovrastato da corona marchionale ed al piede rami di alloro e quercia uniti da nastro rosso. Gonfalone: Drappo di seta partito di bianco e di azzurro, riccamente ornato di ricami d'argento e caricato dello stemma comunale con l'iscrizione centrata in argento: Comune di San Martino in Rio. Le parti di metallo ed i cordoni sono argentati, l'asta verticale è ricoperta di velluto dai colori del drappo, alternati con bullette argentate poste a spirale. Nella freccia è rappresentato lo stemma del Comune e sul gambo inciso il nome, con cravatta e nastri tricolorati dai colori nazionali frangiati d'argento. |                                            |
|                                       | San Polo d'Enza Troncato: nel 1° d’oro, alla figura di san Paolo di carnagione, crinito e barbuto d’argento, vestito d’azzurro con manto di rosso, nascente in maestà ed ostentante, davanti e sulla destra, la sua spada al naturale, volta all’ingiù e fuoriuscente in palo dal tratto della partizione; nel 2° d’azzurro, al paesaggio in raffigurazione naturalistica composto da una chiesa vista in prospettiva con la facciata a sinistra ed il campanile davanti al corpo della chiesa, quest'ultima seguita posteriormente da un castello biturrito, il tutto adagiato sopra un piano di verde delimitato sullo sfondo da una catena collinosa del medesimo; la chiesa è lambita da uno specchio d’acqua d’azzurro, movente dal canton destro della punta. Gonfalone: drappo di colore bianco… |                                            |
|                                       | Sant'Ilario d'Enza D'azzurro, con due putti ignudi, di par carnagione, cappelluti di nero allumati di azzurro, con la faccia in maestà e i corpi leggermente volti verso il centro; il putto posto a destra sostenente con la mano destra, il putto posto a sinistra sostenente con la mano sinistra, la rotella d'argento, caricata dal motto, in lettere maiuscole di nero, "W L'ITALIA", in due righe, essi putti sostenuti dalla campagna diminuita d'oro. Ornamenti esteriori del comune. Gonfalone: Drappo giallo riccamente ornato di ricami d'argento e caricato dello stemma sopradescritto con la iscrizione centrata in argento, recante la denominazione del Comune. L'asta verticale sarà ricoperta di velluto giallo, con bullette argentate poste a spirale. Nella freccia sarà rappresentato lo stemma del Comune e sul gambo inciso il nome. Cravatta con nastri tricolorati dai colori nazionali frangiati di argento |                                            |
|                                       | Scandiano D'azzurro alla scalinata d'oro montante in banda, all'aquila al naturale, sorante, involtata ad ali spiegate, posta nel punto del capo Alias: scala dorata in campo azzurro e posta a mo' di banda centrata e arenata montante da destra a sinistra. Lo scudo è sormontato da aquila con ali spiegate e capo volto a destra: il tutto è sormontato da corona marchionale contornato da svolazzo con il motto “Proxima coelo nunquam infidelis” Gonfalone: Drappo di bianco… |                                            |
|                                       | Toano Semipartito troncato: al primo di rosso al ramoscello fogliato attraversato da cinque losanghe d'argento, poste in banda; al secondo d'azzurro a due fasce d'argento scorciate, doppio merlate, pure in banda, la seconda cimata da un ramoscello fogliato di quattro; al terzo d'argento al castello di rosso, aperto del campo, fondato su una campagna di verde, alberata dello stesso, attraversata da una strada posta in sbarra dalla punta alla porta del castello Gonfalone: Drappo di colore azzurro, riccamente ornato di ricami d'argento e caricato dello stemma comunale con l'iscrizione centrata in argento: Comune di Toano Concessione gonfalone con D.P.R. del 6 marzo 1953 |                                            |
| Stemma è stata chiesta la concessione | Ventasso Inquartato da un filetto in croce di azzurro: nel primo di argento, al faggio di verde, fustato al naturale, nodrito sul monte, attraversato a sinistra da altro monte, più basso, entrambi di verde, uscenti dai fianchi e fondati sulla linea di partizione; nel secondo, troncato: nel I, d'oro all'aquila rivoltata, di nero; nel II, di rosso, al cane fermo, d’oro; nel terzo, d'oro, alla testa di cavallo baio, al naturale; nel quarto, d’argento, ai due gigli dal piè di rosso, uniti, contrapposti in palo. Ornamenti esteriori di Comune. |                                            |
|                                       | Vetto Troncato: il 1º d'oro, partito: a) ad un'aquila di nero col volo abbassato, coronata del primo; b) a due forcelle di nero in croce di Sant'Andrea; il 2º campo di cielo ad una catena di monti caricata da un torrente e da un ponte di un'arcata; il tutto al naturale. D.P.R. del 25 giugno 1981 Gonfalone: drappo partito di giallo e di verde… |                                            |
|                                       | Vezzano sul Crostolo Di rosso, alla terza in scaglione, accompagnata nei cantoni del capo a destra da tre ghiande di quercia volte all'insù e male ordinate, e a sinistra da un cane ritto tenente nella bocca un osso, il tutto d'oro, ed in punta una quercia sradicata al naturale. Gonfalone: drappo di azzurro… |                                            |
|                                       | Viano D'argento, ad una penna d'oca d'azzurro, con punta d'oro, caricata di una spada con lama pure d'azzurro, in croce di Sant'Andrea, e manicata d'oro; il tutto addossato ad una bilancia d'oro, con due coppe dello stesso. Ornamenti esteriori di Comune. Concessione stemma con D.P.R. del 25 febbraio 1983 Gonfalone: drappo partito di bianco e di azzurro… |                                            |
|                                       | Villa Minozzo D'argento, alla Rocca di Minozzo, merlata alla ghibellina, al naturale, con tre stelle di nero ordinate intorno, il tutto fondato su una montagna al naturale. Ornamenti esteriori da Comune. Gonfalone: Drappo avente i colori rosso e bianco, con lo stemma e con l'aggiunta delle scritte: all'interno "COM ET HOM"; all'esterno "Villa Minozzo". |                                            |

## Ex comuni
| Stemma | Ex Comune e blasonatura | Gonfalone |
| ------ | --- | --------- |
|        | Busana (dal 2016 soppresso per la costituzione del comune di Ventasso) D'argento, al faggio di verde, fustato al naturale, nodrito sul monte alludente al monte Ventasso; esso monte attraversato a sinistra da altro monte, più basso, alludente al monte Dente, entrambi di verde, uscenti dai fianchi e fondati in punta. Ornamenti esteriori di Comune. D.P.R. del 2 settembre 1998 |           |
|        | Collagna (dal 2016 soppresso per la costituzione del comune di Ventasso) Semipartito troncato: nel 1º di azzurro, alla torre di rosso, merlata alla guelfa di cinque, cimata di tre guardiole coperte, dello stesso, la centrale più alta, essa torre chiusa e finestrata di tre (una, due) e murata di nero, accompagnata all'altezza della merlatura da due stelle di sei raggi, d'argento, fondata sul basso colle, di verde; nel 2º interzato in fascia, nel I d'oro all'aquila rivoltata, di nero, al II di rosso, al cane fermo, d'oro, nel III d'oro pieno; nel 3º d'azzurro alle due colline di verde, digradanti dai fianchi verso il centro, fondate sulla pianura, dello stesso, su cui, a destra, riposa il cavallo in profilo, d'oro. DPR del 6 agosto 1988 Gonfalone: drappo troncato di bianco e di azzurro… |           |
|        | Ligonchio (dal 2016 soppresso per la costituzione del comune di Ventasso) D'argento al giglio di rosso. Ornamenti esteriori da Comune Concessione stemma con D.P.C.M. del 21 agosto 1959 Gonfalone: drappo partito di rosso e di bianco… |           |
|        | Ramiseto (dal 2016 soppresso per la costituzione del comune di Ventasso) D'oro alla testa di cavallo bajo accompagnata nel canton sinistro alto da due rami di faggio e di quercia al naturale posti in decusse. Il tutto abbassato di un capo d'azurro a due montagne al naturale, caricato delle lettere maiuscole d'oro V a destra e C a sinistra. Ornamenti esteriori da Comune. Concessione stemma con D.P.R. dell'11 ottobre 1996 Gonfalone: drappo troncato di giallo e di azzurro… |           |